# Piante a cuscino

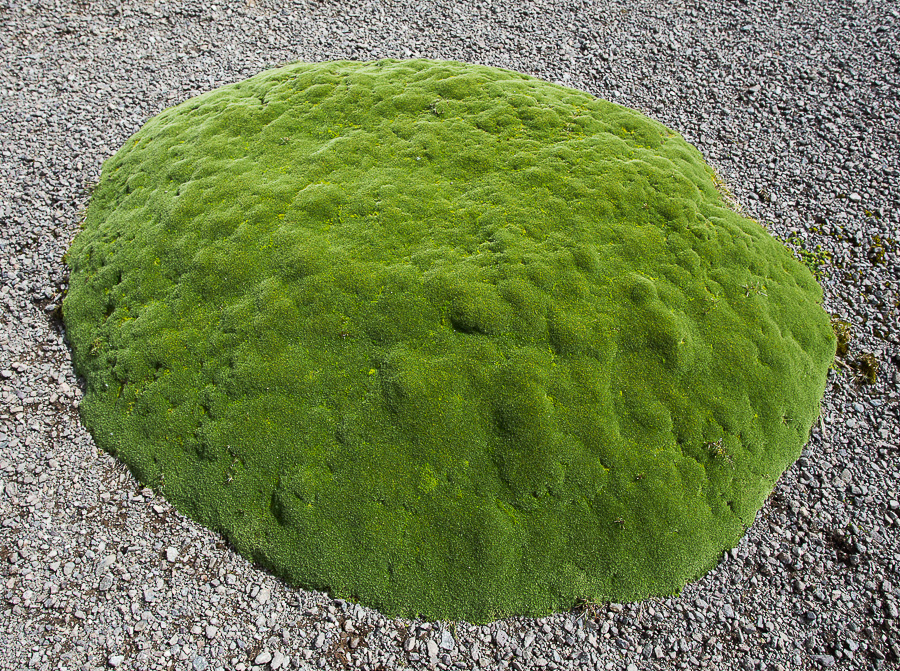
Azorella macquariensis, Isola Macquarie, 2013

Le piante a cuscino, dette anche piante a cuscinetto o a pulvino, (dal latino pulvīnus, ossia cuscino), sono delle piante compatte, basse, che formano tappeti e si trovano in ambienti alpini, subalpini, artici o subartici in tutto il mondo. Le piante a cuscino sono note come plantae pulvinatae in latino, plantes en coussin (o coussinet) in francese, plantas en cojín o almohadilla in spagnolo e cushion plants in inglese.
Uno studio del 2014 ha stabilito un elenco di 1.309 specie di piante a cuscino distribuite in 273 generi e 62 famiglie di angiosperme.

## Descrizione

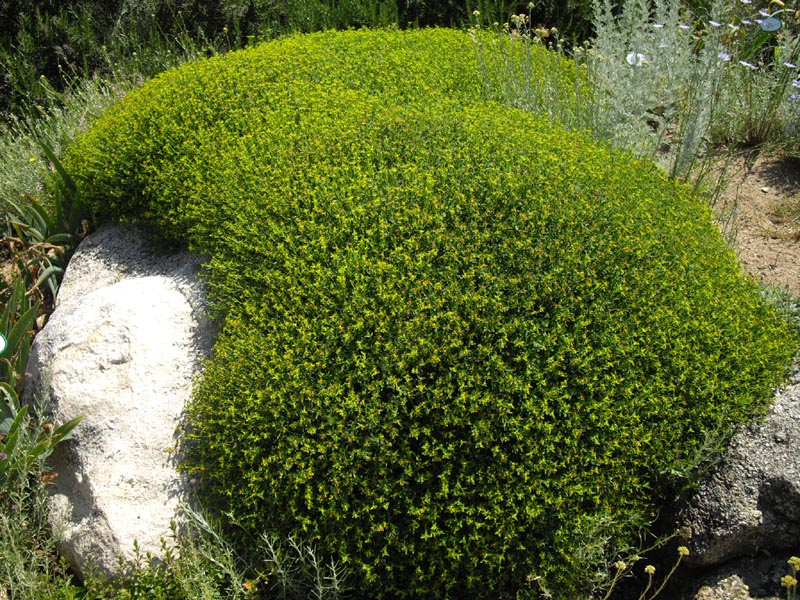
Euphorbia spinosa, Parco Saleccia, Corsica, 2010

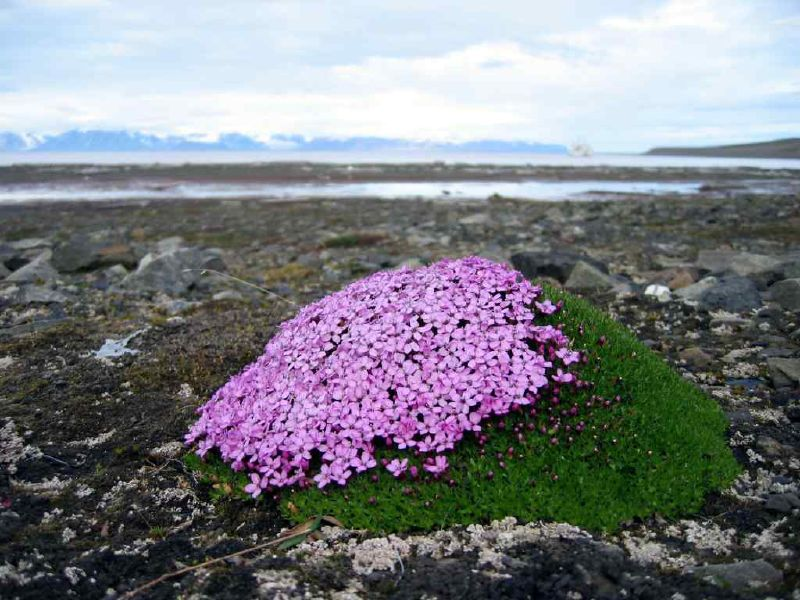
Silene acaulis, Isole Svalbard, 2004

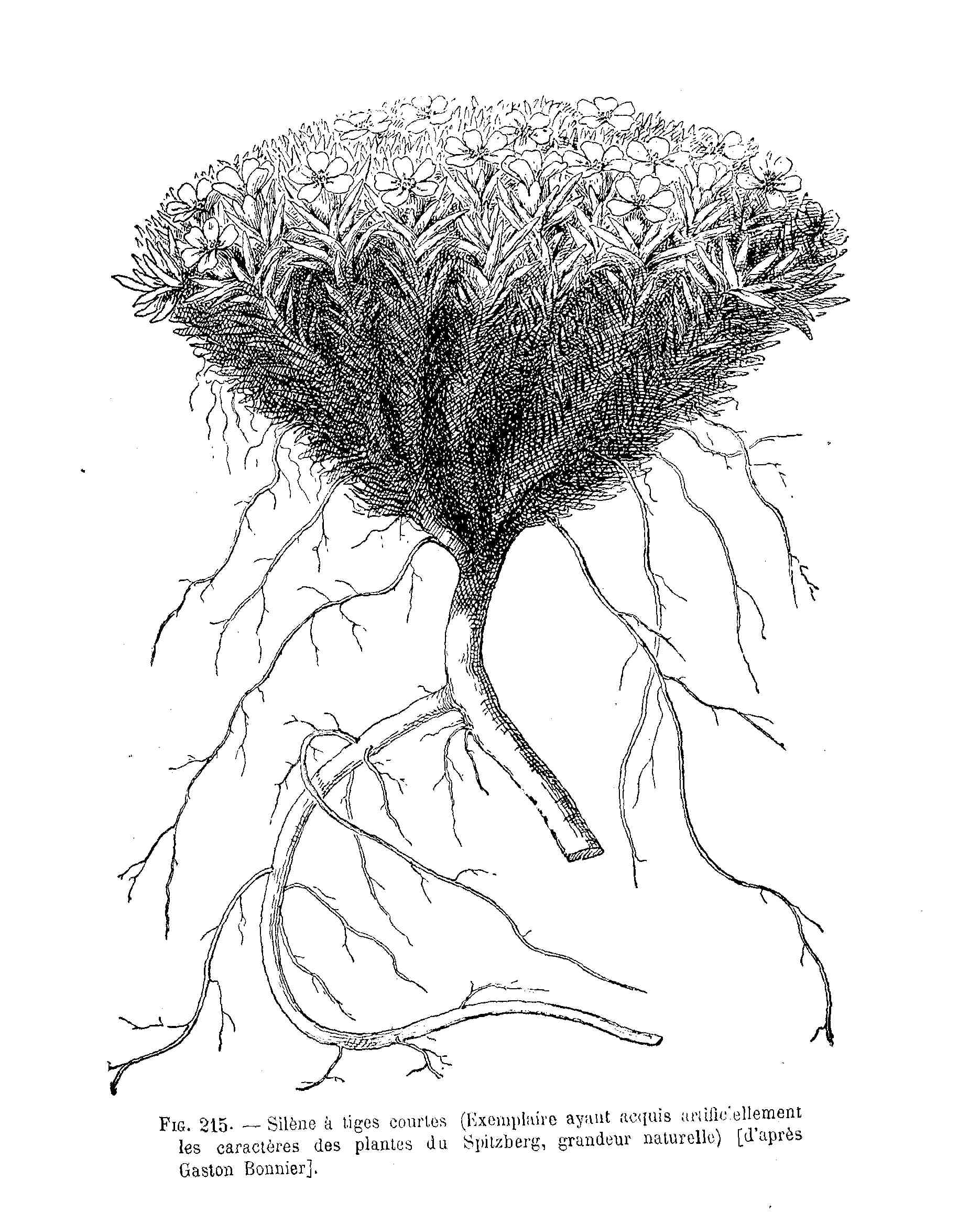
Silene acaulis, disegno di Gaston Bonnier, 1907

Una definizione esatta del termine "pianta a cuscino" è difficile, e peraltro non tutti gli studiosi concordano su cosa far rientrare in questo termine.
Una definizione utilizzata è che le piante a cuscino siano piante perenni (salvo alcune rare eccezioni, nei deserti e nei semideserti), con foglie sempreverdi, prive di asse principale, ma con numerose ramificazioni radiali, che si sviluppano di anno in anno.
Una seconda definizione è che le piante a cuscino sono camefite o emicriptofite che, crescendo singolarmente, assumono una forma emisferica o subemisferica a causa della fitta ramificazione dei loro germogli e dei loro internodi corti.
Queste piante formano delle basse estensioni erbose che possono superare un metro di diametro. La forma tipica è costituita da una massa emisferica o subemisferica, più o meno compatta, di fusti molto ramificati e molto ravvicinati, con internodi corti, con minima dominanza apicale, che terminano in rosette individuali. Gli steli crescono tutti alla stessa velocità, cosicché nessuna rosetta rimane più esposta delle altre sulla superficie del cuscino. Un esempio di piante di questo tipo sono: Euphorbia spinosa, Raoulia eximia.
Oltre alla suddetta forma tipica, che si può considerare quella delle piante a cuscino in senso stretto, ne esiste anche una avente una forma piatta, in cui la crescita dei rami avviene solo verso la base (crescita ipotona), in cui le piante si dispongono in chiazze piatte sul terreno. Un esempio di piante di questo tipo sono: Potentilla nitida, Silene acaulis, Saxifraga oppositifolia.
Foglie
Le foglie sono solitamente molto piccole, raramente raggiungono il centimetro, semplici, spesso intere, spesse e quasi sempre sessili. Nei casi più estremi si tratta di foglie rimaste in uno stato greggio: foglie ridotte a spine e guaine, come nell'Azorella columnaris e nell'Abrotanella forsterioides. Spesso sono ricoperte di peli, o arrotolate su se stessi, o composte da una piccolissima porzione di clorofilla circondata da un ampio bordo scarioso di cellule vuote e trasparenti. Altre si nascondono tra grandi brattee. In questi ultimi casi, a volte è difficile distinguere se la pianta è viva o morta.
Le foglie piccole consentono ai germogli di essere molto compatti. Ne consegue che i margini della chioma dei germogli si estendano normalmente verso il basso per raggiungere il livello del suolo. Come definito in precedenza le piante a cuscino formano un continuum da specie dure e compatte che accumulano torba nei loro germogli a specie morbide, sciolte e che non accumulano torba. Esempi di trasformazione nel tempo tra i vari tipi di formato delle piante sono comuni e alcune specie assumono solo occasionalmente una forma a cuscino.
Gli stomi, poco numerosi, si trovano nella parte protetta della foglia, parte che può essere la faccia inferiore (abassiale) o quella superiore (adassiale), a seconda dell'orientamento di questo organo.
Radici
Le radici sono generalmente del tipo allorizico. Il sistema radica è quindi formato da:
- una radice a fittone molto robusta, che può superare il metro di lunghezza per piante la cui altezza dal suolo è dell'ordine di qualche centimetro;
- numerose, corte e molto sottili radici laterali (dette anche avventizie) che si dipartono dal fittone.

Queste radici avventizie si sviluppano spesso, nelle piante, in un cuscino denso, all'interno del cuscino stesso, il cui "riempimento" è assicurato da particelle minerali portate dal vento o dall'acqua, e soprattutto dall'humus formato dalle vecchie foglie che si decompongono lentamente sul posto. Nella maggior parte delle piante a cuscino, le foglie sono infatti marcescenti, cioè seccano sul posto, senza staccarsi dal ramo.
Fiori
I fiori delle piante a cuscino sono organi effimeri, che si sviluppano solo nella stagione più favorevole. Non hanno caratteristiche particolari in quanto le dimensioni, il colore, l'esistenza o meno di uno stelo o di un peduncolo e la densità e distribuzione sui rami possono essere le più disparate.

## Sistematica

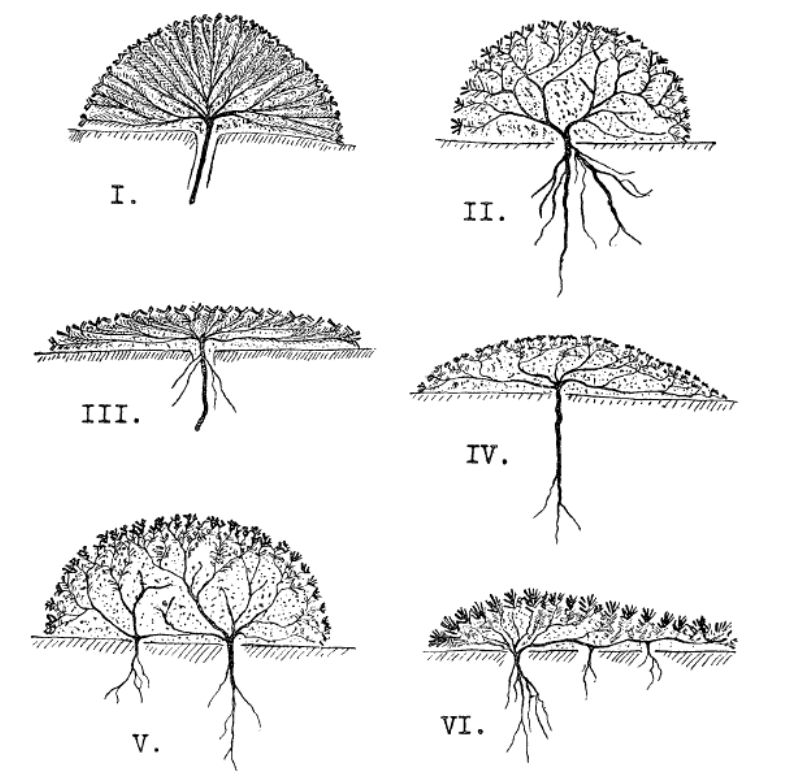
Tipologia di piante a cuscino (secondo H. Hauri), 1914

Il primo studio sulle piante a cuscino fu condotto dal botanico tedesco Karl Friedrich Reiche nel 1893.
Circa 20 anni dopo, Hans Hauri e Ludvwig Schröter (1914) proposero una prima tipologia e un catalogo di piante a cuscino che distingueva quelle a cuscino piatte (‘‘Flachpolster’’) dai cuscini emisferici (‘‘Kugelpolster’’), con diverse categorie: a crescita radiale (‘‘Radial’’) o a ciuffo (‘‘Schopf’’ e ‘‘Horst’’), ad accumulo di torba solida (‘‘Voll’’) o meno. Il catalogo elencava 338 specie di piante, tra cui 200 specie di tipo a cuscino radiale compatto che venivano denominate ‘‘Radialvollkugelpolster’’. Gli autori sottolinearono la diversità delle famiglie (34) e dei generi (78) in cui si trovavano le specie a cuscino e discussero la loro distribuzione geografica. Nello studio venne osservato che il 50% delle 338 specie si trovavano in Sud America, in particolare nelle Ande, in Patagonia e nelle isole Falkland. Hauri e Schröter hanno anche rilevato che la maggior parte delle specie a cuscino cresceva in montagna o nei deserti sub-antartici con vento freddo, con un numero di generi molto più elevato nell'emisfero australe rispetto all'emisfero settentrionale. Infine, hanno proposto il possibile ruolo della forma di crescita a cuscino come adattamento agli ambienti xerici.
Un contributo importante allo studio di queste piante è stato dato da un altro botanico tedesco, Werner Rauh, in uno studio pubblicato nel 1939. Egli documentò in particolare la crescita di molte piante a cuscino dalla loro prima fase di sviluppo, al fine di comprendere meglio come il cuscino fosse organizzato e costruito. Lo studio è integrato con notevoli disegni di specie rappresentative e schemi sintetici. Questa attenta analisi di molte piante ha permesso a Rauh di affinare la tipologia di Hauri e Schröter. Rauh ha inoltre redatto un elenco di 350 specie attribuenbdole alla specifica categoria, incrementando il catalogo di piante di Hauri e Schröter.
Nel 2014, un secolo dopo lo studio di Hauri e Schroter, è stato presentato uno studio che si propone di aggiornare il catalogo delle specie di piante che formano cuscini, secondo la nuova nomenclatura APGIII, e includendo informazioni sulla distribuzione geografica di ciascuna specie.
Il catalogo risultante contiene un elenco di 1.309 specie appartenenti a 273 generi e 62 famiglie di angiosperme, tra cui sia monocotiledoni che eudicotiledoni. Le categorie più nuerose di piante a cuscino, che rappresentano l'80% delle specie sono:
- forma emisferica e non compatta (320 specie, 24,4%);
- forma emisferica e compatta (236 specie, 18%),
- forma emisferica e compattezza intermedia (155 specie, 12,3%),
- forma piatta e non compatta (77 specie, 5,9 %),
- cuscini a ciuffo e compattezza intermedia (72 specie, 4,8 %);
- forma piatta e compatta (56 specie, 4,3 %);
- cuscini a ciuffo e non compatta (49 specie, 3,8 %);
- cuscini a ciuffo e compatta (41 specie, 3,1 %);
- forma piatta e compattezza intermedia (30 specie, 2,3 %).

Il catalogo è consultabile on-line su un sito web del Laboratoire d’Écologie Alpine (LECA) di Grenoble.
I cuscini compatti rappresentano 678 specie, tra cui 587 specie di forma emisferica e 91 specie di forma piatta; sono state registrate 270 specie spinose. Questi numeri superano di gran lunga i risultati riportati un secolo fa da Hauri e Schröter (1914), che hanno registrato 200 specie di cuscini emisferici compatti e 138 altri cuscini, appartenenti a 34 famiglie e 78 generi.

## Famiglie e Generi
Come indicato in precedenza sono stati individuate 62 famiglie di angiosperme e 273 generi che contengono specie di piante a cuscino. Le famiglie con il numero più elevato di specie di piante a cuscino sono Caryophyllaceae (165 specie), Fabaceae (146 specie), Asteraceae (126 specie) e Saxifragaceae (123 specie).

## Distribuzione e habitat
Il citato studio di Aubert et al. del 2014, ha suddiviso la distribuzione su scala mondiale di ogni specie secondo lo schema geografico mondiale per la registrazione delle distribuzioni delle piante (WGS) che definisce quattro livelli gerarchici che vanno dal continente (livello 1) alla Provincia (livello 4). Utilizzando le fonti di informazioni disponibili è stata descritta la distribuzione geografica di tutte le specie almeno al 3º livello del WGS e la distribuzione geografica fino al 4º livello del WGS per l'85% delle specie.
Le 1.309 specie di piante a cuscino sono ampiamente distribuite in tutti i continenti. I terreni accidentati mostrano un elevato numero di queste piante, in particolare le Ande e le montagne che si estendono dai Pirenei all'Himalaya, comprese le Alpi, l'Anatolia e le montagne aride Irano-Turaniane. L'Asia temperata ha il numero più alto di piante a cuscino, con 487 specie (37,1% del totale). Il Sud America ospita 351 specie (26,8%), di cui 114 nelle steppe fredde della
Patagonia e della Terra del Fuoco orientale. In termini di numero di generi, le Ande e la Patagonia sembrano essere le zone più ricche. Anche le Alpi meridionali della Nuova Zelanda sembrano un'area di elevata diversità di piante a cuscino (74 specie delle 136 specie trovate in Australasia). Sono state osservate meno specie in Nord America (87 specie), nelle regioni siberiane e nelle montagne aride del Nord Africa e della Spagna. Infine, i risultati illustrano la differenza tra le diverse regioni tropicali: le montagne tropicali dell'Africa contengono effettivamente un basso numero di cuscini (5 specie nell'Africa orientale e 1 sul Monte Camerun) rispetto alla Nuova Guinea (39 specie) e all'Ecuador (47 specie).

## Galleria d'immagini

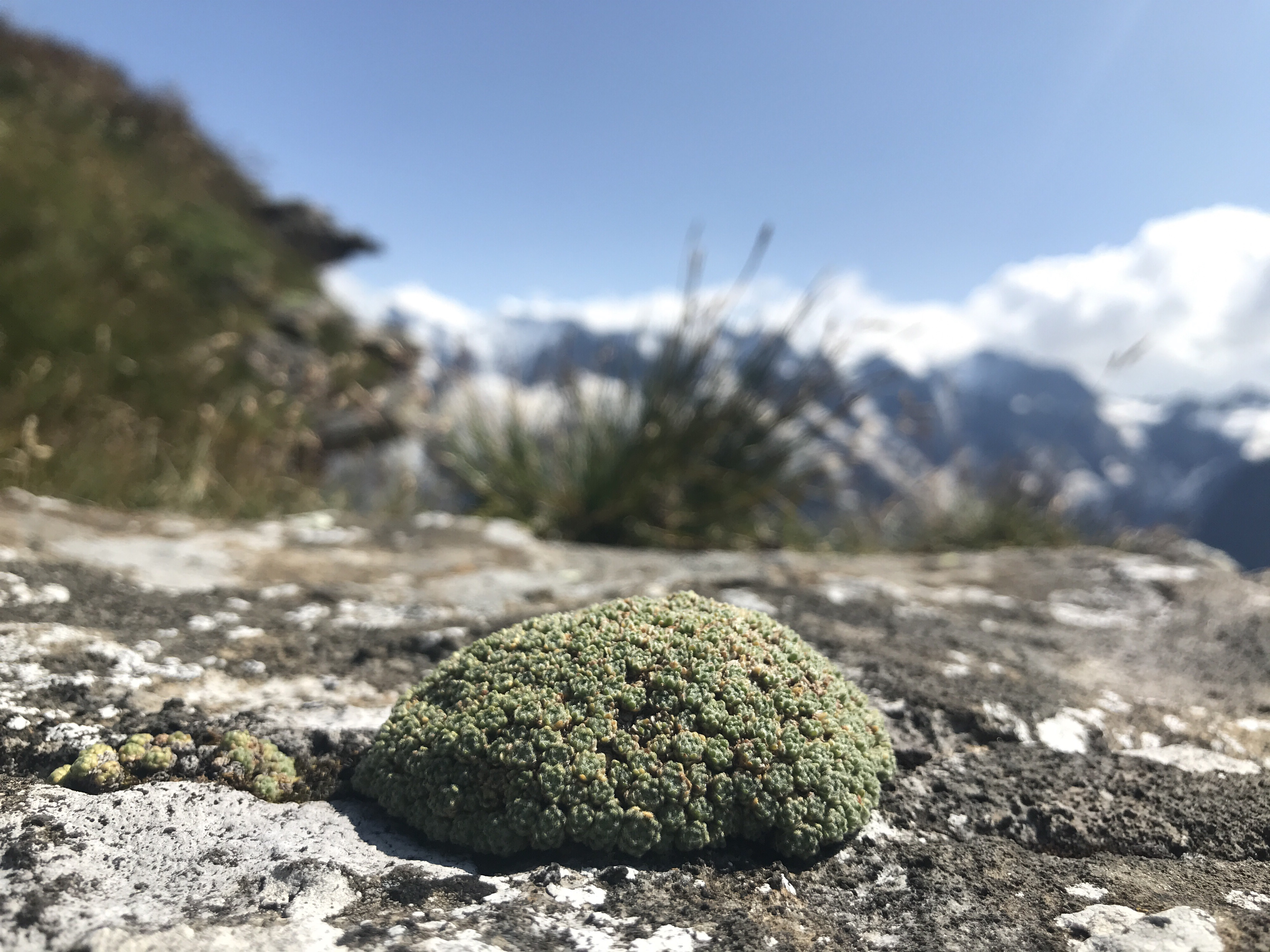
Androsace helvetica
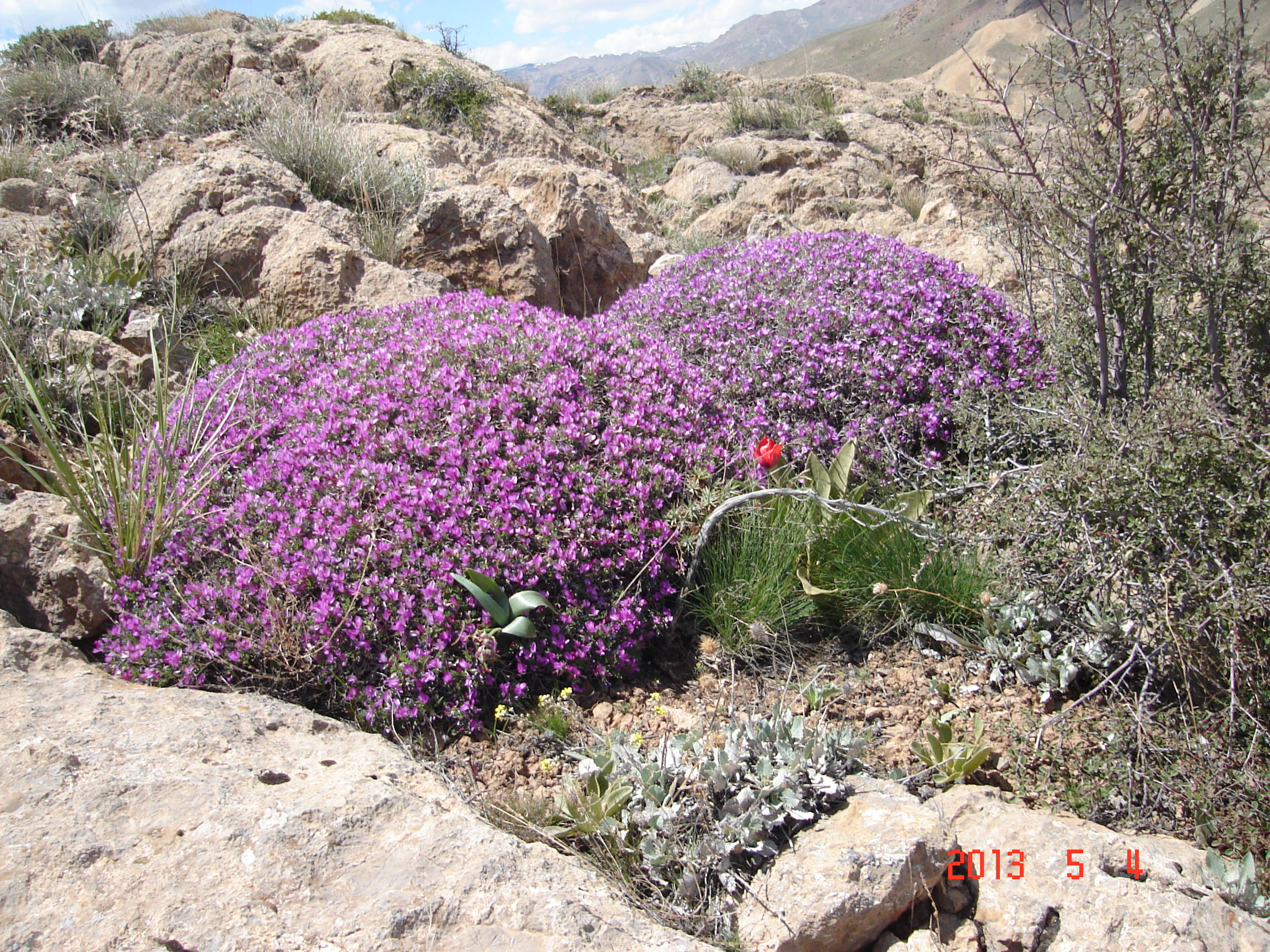
Onobrychis cornuta
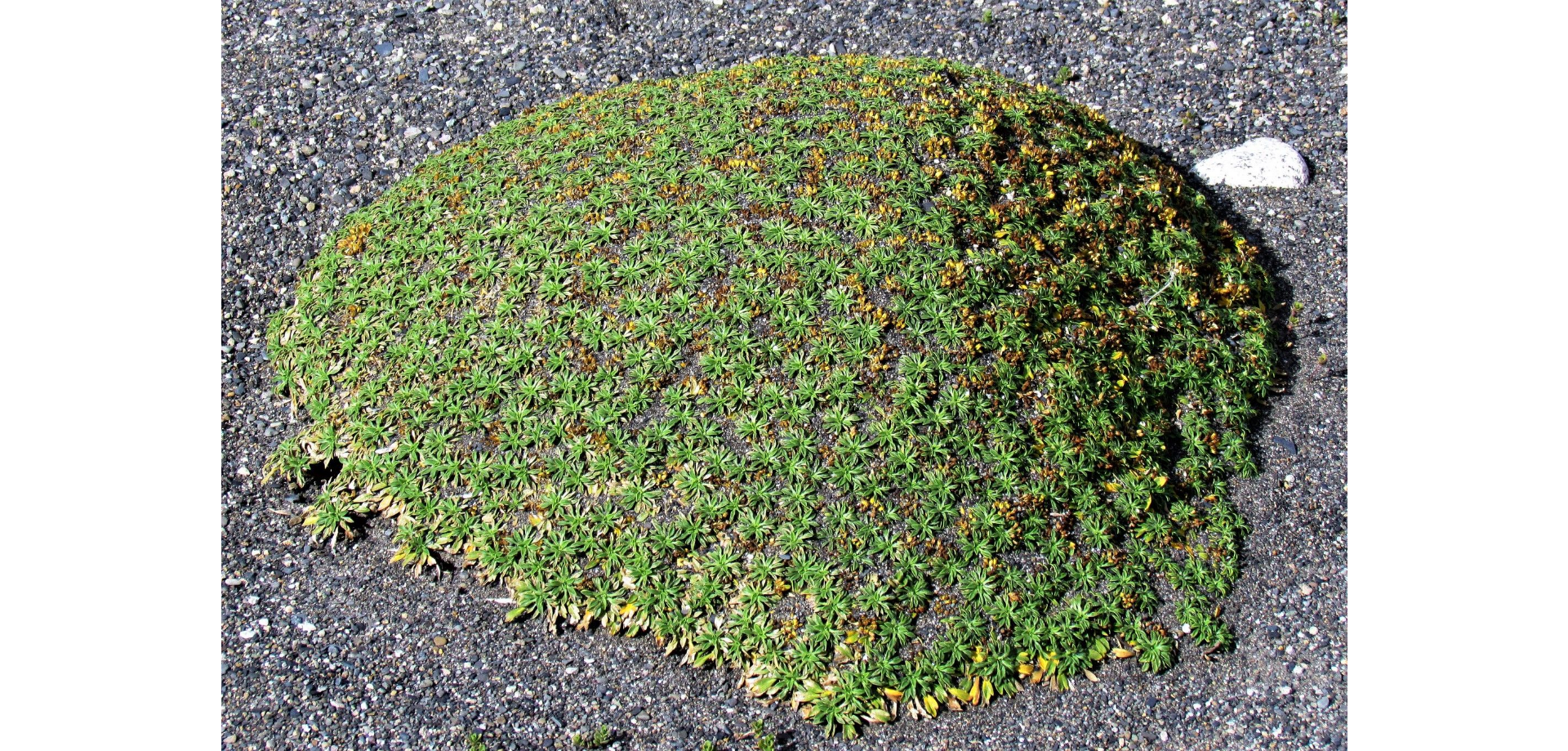
Azorella patagonica
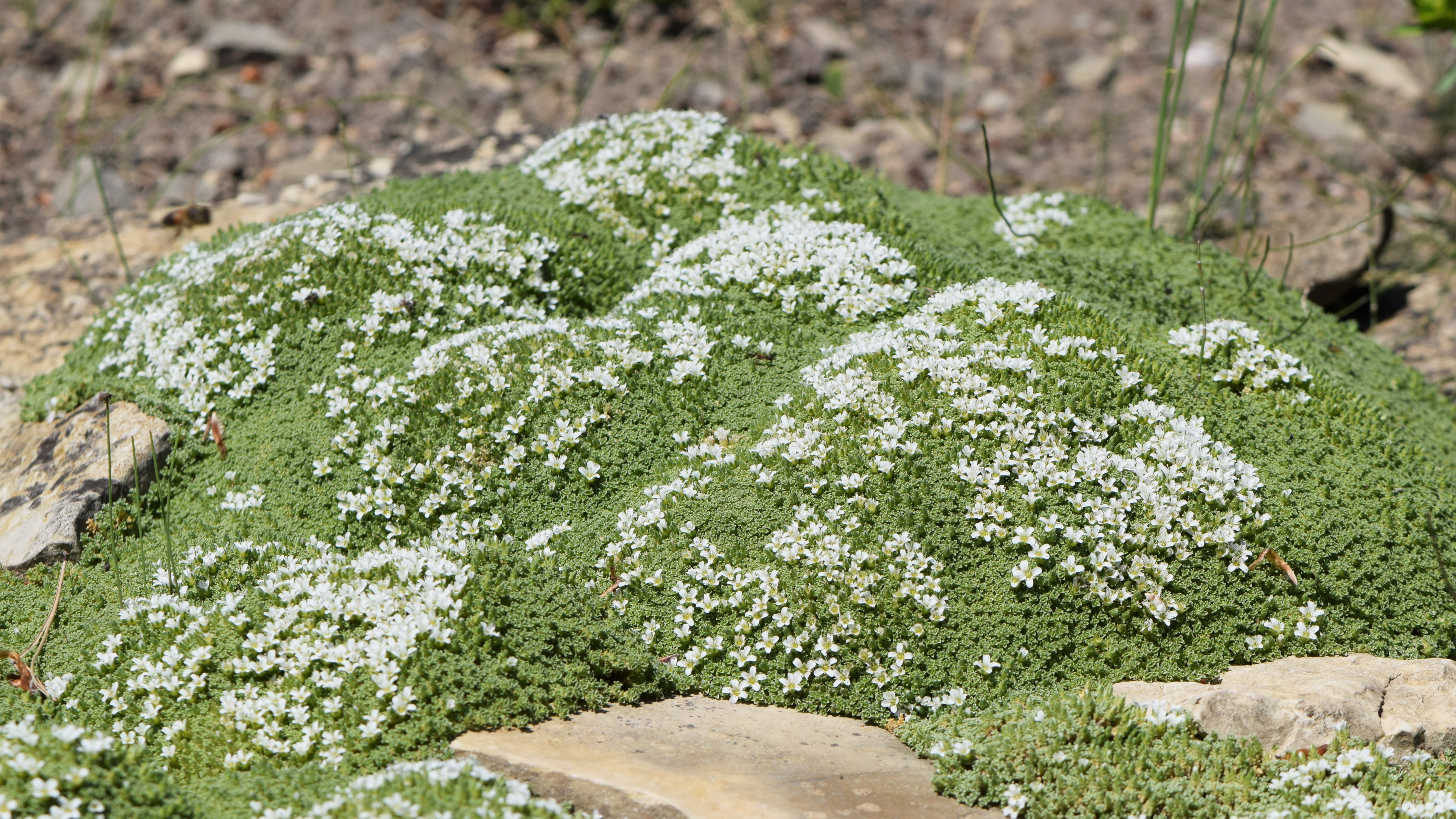
Arenaria tetraquetra
Paepalanthus pilosus
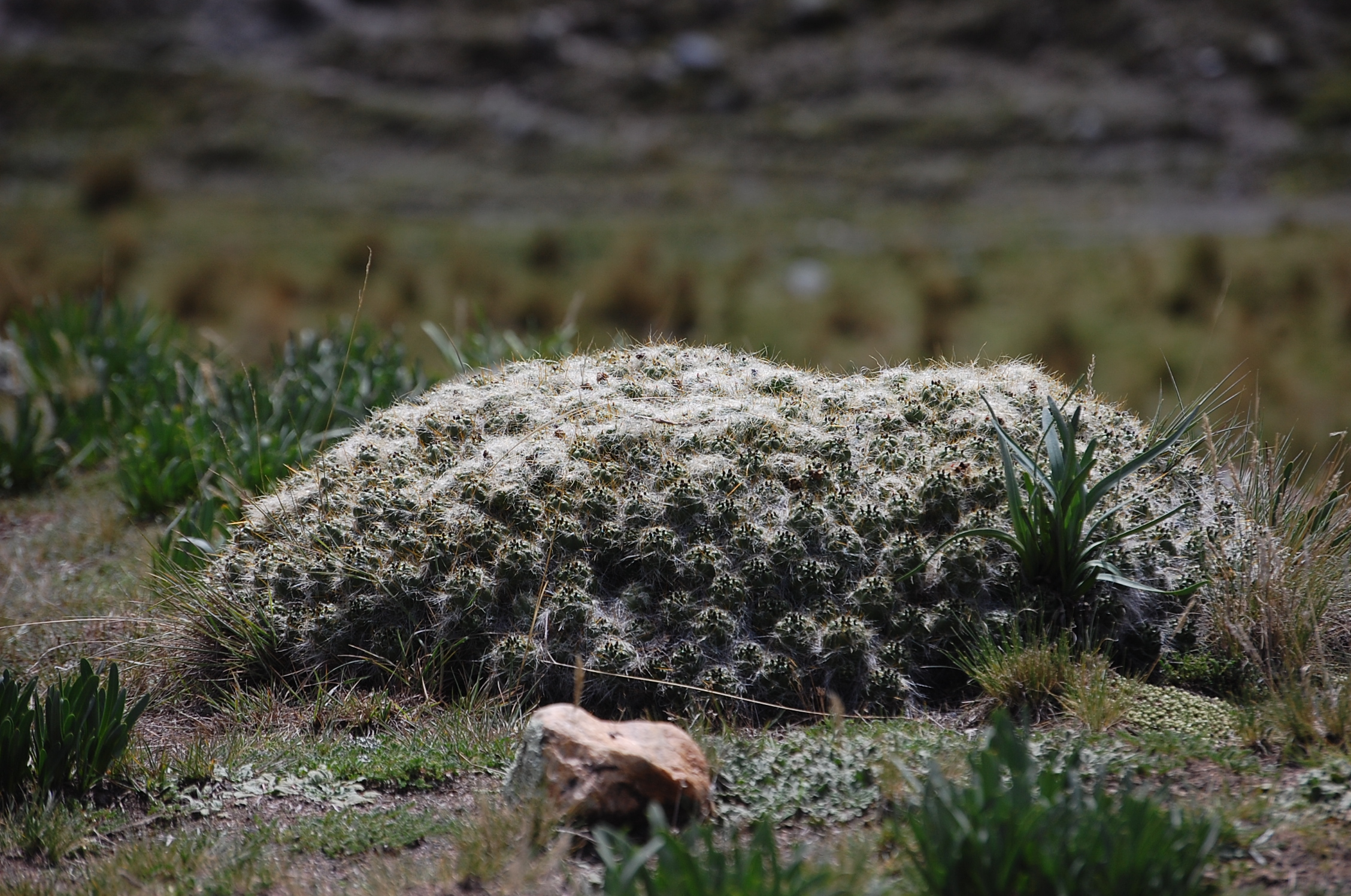
Austrocylindropuntia floccosa
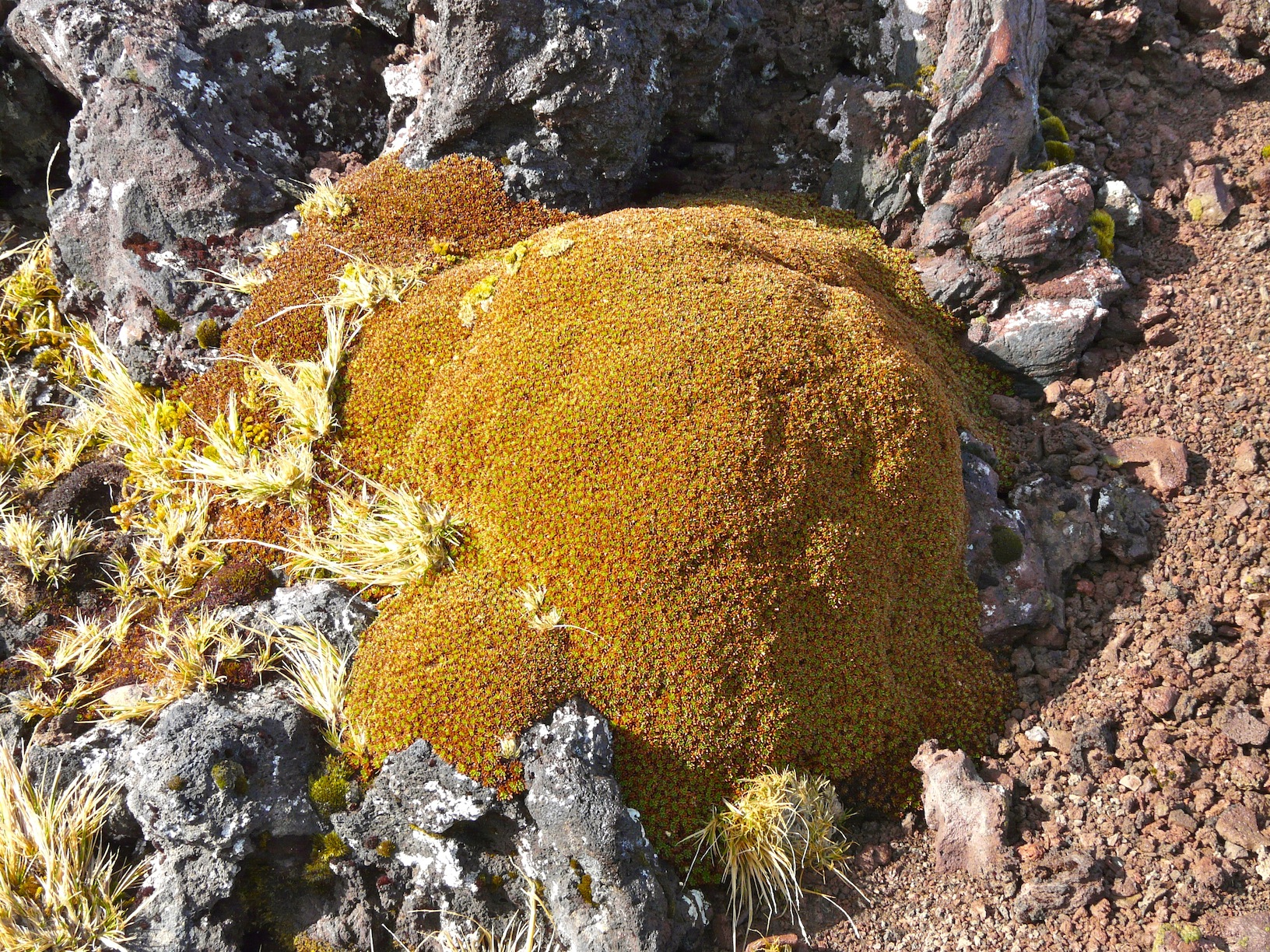
Azorella selago
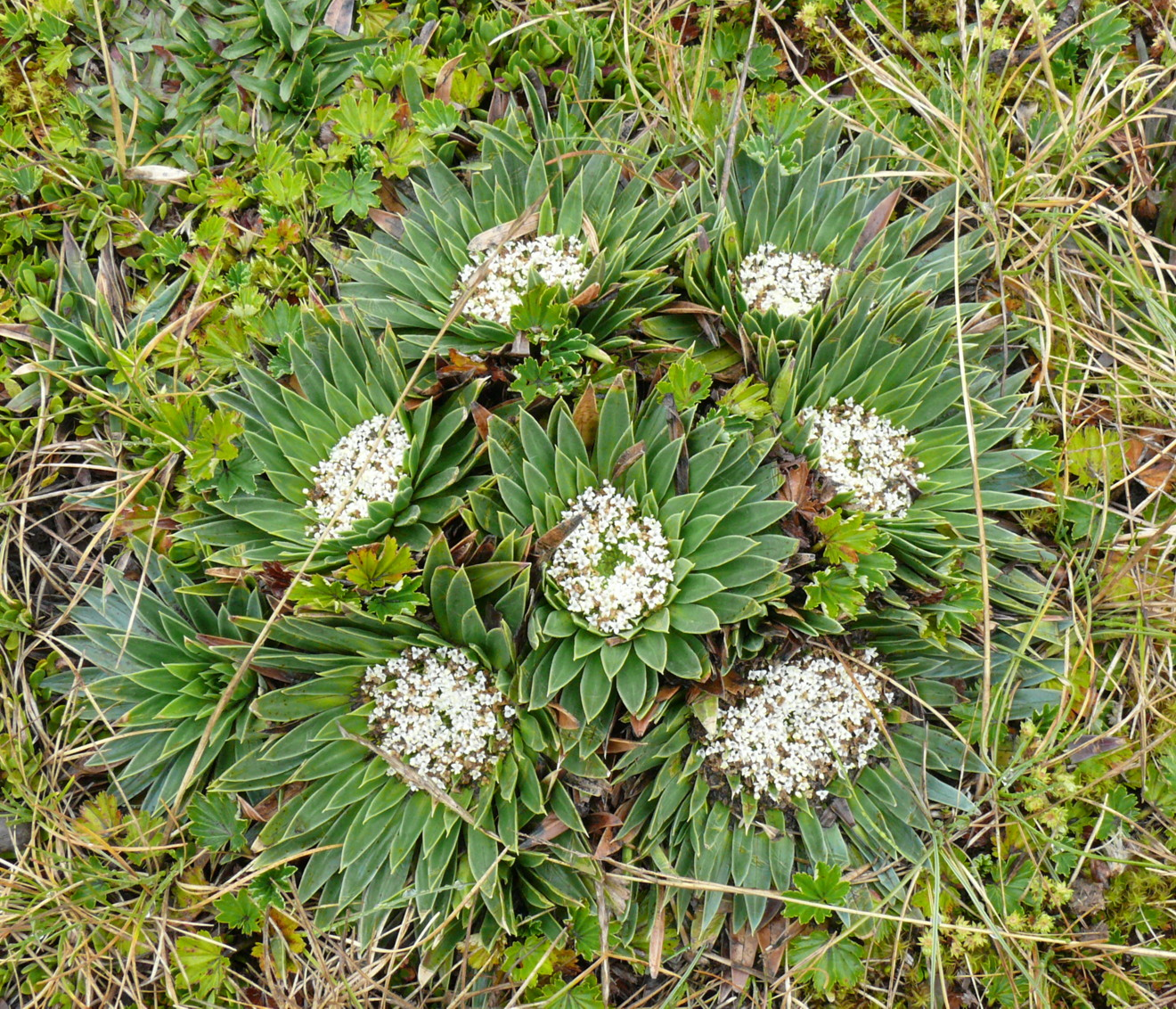
Valeriana rigida